# Elisedd ap Cyngen
Pour les articles homonymes, voir Cadell.
Elisedd ap Cyngen ap Cadell prince gallois du IXe siècle issu de la maison de Powys.

## Biographie
Elisedr est le fils de Cyngen ap Cadell le dernier roi de  Powys se réclamant de la dynastie de  Gwerthyrnion  c'est-à-dire la famille de Vortigern et proclamant être un descendant de Brochwel Ysgythrog. Cyngen meurt à Rome en 855 où il s’était retiré pour fuir les agressions du Gwynedd. Sa sœur Nest ferch Cadell avait épousé Merfyn Frych ap Gwriad (ou peut-être le père de
Mefyn; Gwriad ab Elidir, selon la généalogie à laquelle on se réfère) et ils étaient les parents de Rhodri Mawr, roi de  Gwynedd, qui unifiera ensuite le Pays de Galles sous son autorité. Lewys Dwnn dans son « Voyage au pays de Galles » rapporte que  "Cadell ap Brochwell avait une fille nommée Nest, qui faute de mâles transmit la province comme il apparait, etc" (vol. i, p319).
Afin d'expliquer la persistance de descendant en ligne masculine des princes de Powys alors que la lignée princière s'était éteinte avec  Cyngen, des chercheurs avancent qu'il n'avait pas de fils, et présentent des généalogies où Elisedd ap Cyngen, Aeddan ap Cyngen et Gryffydd ap Cyngen ne sont pas les fils de ce  Cyngen, mais ceux de Cyngen ap Brochfael ap Elisedd ap Gwylog, grand-oncle de Cyngen. Cette présentation justifie que le patrimoine de la lignée des princes de Powys soit simplement passée avec l'héritage de Nest ferch Cadell dans la maison de Gwynedd. Toutefois les Annales Cambriae relèvent qu'en 814 « Gruffydd fils de Cyngen est traitreusement tué par son frère  Elisedd après un intervalle de deux mois [de règne ?] ». ce qui signifie peut être que Gruffydd était le fils aîné, et que par ce meurtre Elisedd réclamait des titres et des domaines...mais il ne s'agit que d'une conjecture.
Lorsque l'héraldiste Lewys Dwnn visite le pays de Galles entre  1586 et 1613 afin de recueillir des généalogies destinées à  clarifier le statut héréditaire et les titres des principales familles du Powys, beaucoup d'entre elles se réclamait d'un sang princier comme descendant des enfants de Cyngen. L'inscription du Pilier d'Eliseg  justifiait une origine bien antérieure
à  toutes leurs revendications. Les généalogies enregistrées par Lewys Dwnn sont principalement cohérentes et ont manifestement été acceptées par les différentes familles, donc là où il y a des erreurs, la tradition locale et le consensus local les acceptaient. Cependant, il y a clairement trop peu de générations entre le IXe et le XVe siècle pour qu'elles soient exactes.
Un titre souvent utilisé pour décrire cette lignée est celui de « Lord de Guilsfield, Broniarth et Deytheur » qui était un titre utilisé pour la première fois par Cyngen selon la chroniques galloise. Cette lignée peut avoir hérité du contrôle de des terres de Cyngen et les a transmis comme le dernier héritage local des princes de Powys jusqu'à ce qu'ils soient perdus après l'échec de la rébellion de Owain Glyndŵr. Le titre seigneurial de Broniarth est actuellement détenu par Lord Harlech tandis que celui de Guilsfield est détenu par le comte de Powys.